# Коробчеево (аэродром)
Коробчеево — спортивный аэродром в Коломенском районе Московской области, в 8 км юго-восточнее города Коломна.
На аэродроме базируется авиационно-технический спортивный клуб «Аэроград Коломна», созданный в декабре 2000 года, на базе Коломенского АСК им. М. В. Водопьянова. Проводятся коммерческие прыжки с парашютом с 4-х самолётов Л-410 и вертолета Ми-8. На территории аэродрома расположены гостиница, 15 коттеджей, ресторан, кафе, багги-центр, хоккейная и волейбольные площадки.
Для парашютистов имеются три укладочных (две летних и зимний ангар), конференц-холл, командные комнаты, накаточная площадка.
На старте оборудованы места для зрителей.
Аэродром работает в летний период — каждый день, в зимний — по выходным.

## Основные данные
| Характеристика            | Значение                                                  |
| ------------------------- | --------------------------------------------------------- |
| Координаты КТА            | 55°05′ с. ш. 038°56′ в. д.                                |
| Магнитное склонение       | +8° (2001 г.)                                             |
| Магнитный посадочный курс | 120°/300°                                                 |
| Позывной                  | Бережковка                                                |
| Частоты, МГц              | 118,8 (АДП, руление, старт, круг, подход), 124,0 (подход) |
| Метеорологический минимум |                                                           |

## Авиапарк

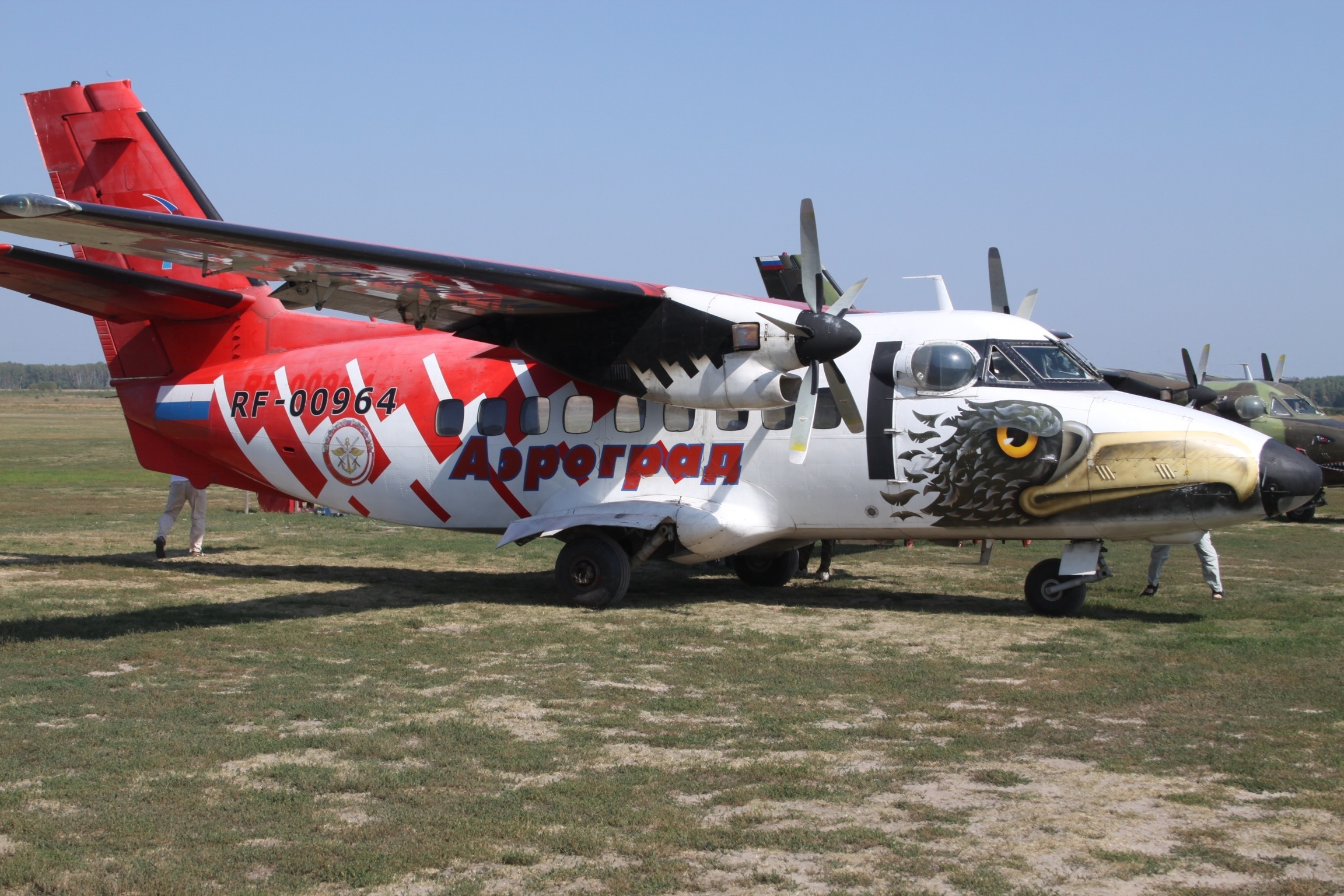
Л-410 «Орёл» в Коробчеево

На аэродроме базируются пять самолетов Л-410—УВП и один вертолет Ми-8 «Blue». Помимо регистрационного номера большинство самолётов имеют уникальные имена: Орёл, Умка и Барс, а соответствующая раскраска носовой части самолётов делает каждый из них легко узнаваемым и неповторимым. Еще одному самолету в 2013 году присвоено имя трижды Героя СССР А. И. Покрышкина в честь его 100-летнего юбилея. Данные борта используются для выброски парашютистов. Также на аэродроме базируется самолёт Cessna 172 в учебной модификации. Этот самолёт использует
Авиационный учебный центр Аэроград Коломна для обучения на пилотов по программе «Частный пилот».